# Borgvik (bogserbåt)
Borgvik är en bogserbåt  som byggdes år 1874 på Eriksbergs Mekaniska Verkstad i Göteborg åt Borgviks bruk. Hon var försedd med en 12 hästkrafters ångmaskin och en vinsch till att dra pråmar. 
År 1875 transporterades hon sjövägen till Borgvik varefter hon vinschades över land till sjön Värmeln.
Borgvik drog pråmar med kol, tackjärn och stångjärn till och från bruket. När Bergviks bruk övertogs av 
Billerud på 1930-talet blev hon en del av den flotta som drog timmersläp på sjön. År 1936 byttes ångmaskinen ut mot en Seffle tändkulemotor med 60 hästkrafter.
Hon användes på Värmeln till år 1964 varefter hon såldes till Göteborg. Där försågs hon med en dieselmotor på 140 hästkrafter och gjorde bland annat tjänst som dykfartyg.
År 1994 köptes hon av den nybildade 
Andelsföreningen Bogserbåten Borgvik för 175 000 kronor och den 11 december samma år var hon tillbaka på Värmeln och sågverket vid Edane.
Borgvik är K-märkt och gör rundturer med passagerare på Värmeln. Under Gammelvalaveckan gör hon rundturer från Skutboudden i Brunskog.